# Le Sept
Le Sept (ou le Club Sept) est une boîte de nuit parisienne située au 7, rue Sainte-Anne. Fondée fin 1968, elle est à l'origine du disco en France et ferme en 1980.
Fabrice Emaer en est alors le propriétaire ; Michel Gaubert ou Guy Cuevas en sont les disc-jockeys, avant de rejoindre le Palace. Le club est au centre du quartier gay de l’époque, proche du Palais-Royal. Le club possède un restaurant et une piste de danse.

## Historique
Le Sept est ouvert le 18 décembre 1968 par Fabrice Emaer au 7, rue Sainte-Anne à Paris, voie où il habite. Fabrice Emaer veut avant tout un restaurant, avec une boîte de nuit au sous-sol. Comme Andrea, la première DJ du club, ne convient pas, Guy Cuevas, qui officie alors à Saint-Germain-des-Près, vient prendre les platines : Fabrice Emaer lui donne carte blanche ; innovant, recherché, varié, Guy Cuevas mixe réellement de tout, dont la soul et les disques de la Motown,,. Le tout-Paris artistique s'y presse, dont plusieurs créateurs de mode, ainsi que certaines stars étrangères,,.
Le lieu entre dans la légende comme le « premier club gay de la capitale […] épicentre du Paris gay et branché », « le plus chic des clubs homo de la rue Sainte-Anne » dit Alain Pacadis. Caroline Loeb, qui fréquente le lieu alors qu'elle est encore mineure, précise : « Le Sept était un club de garçons où les femmes avaient leur place, ce n'était pas malsain, mais gay et très gai » ; ce que confirme le journaliste de Libération Gilles Roignant, qui a travaillé avec Fabrice Emaer : « Ce n'était pas un bar louche, ni un lieu de rencontre pour quelques folles, mais un endroit extrêmement chic, comme les boîtes hétérosexuelles équivalentes où on se conduisait bien. »
« La décoration était simple mais brillante : des murs en miroirs et un plafond recouvert de néons multicolores qui flashaient au rythme de la musique. Car ce qui rendait le Sept si particulier, c’était la qualité de sa musique. Si le Colony se spécialisait dans la new wave, le Sept était déjà l’épicentre de la disco, avec le DJ Guy Cuevas aux platines. Ce n’était donc pas vraiment un club de drague, plutôt un rendez-vous « jet set ». »
Au bout de quelques années, Fabrice Emaer entend parler d'un nouveau lieu plus grand, plus démesuré : Le Palace.
En 2010, un restaurant japonais occupe le rez-de-chaussée du 7, rue Sainte-Anne.

## Dans la fiction
Le lieu est reconstitué dans le film Saint Laurent de Bertrand Bonello (2014).